# LoveBug Probiotics
LoveBug Probiotics es una empresa estadounidense de salud y bienestar centrada en la producción de suplementos probióticos con respaldo científico para la salud digestiva e inmunitaria.

## Historia
LoveBug Probiotics fue fundada en 2014 en la ciudad de Nueva York por Ashley Harris y el cofundador Ben Harris. LoveBug Probiotics es una empresa certificada propiedad de mujeres. Ashley Harris fundó la compañía después de experiencias personales con desafíos de salud intestinal después de que naciera su primer hijo. Sus productos están diseñados para favorecer la salud digestiva general, la función inmunitaria y el bienestar a través de cepas probióticas específicas. La gama incluye suplementos para diversos grupos, como adultos, niños y bebés. Lovebug Probiotics creó la primera línea escalonada de probióticos para bebés con el fin de ayudarles a desarrollar su microbioma desde el nacimiento.

## Premios
- Premio Eco Excelencia 2018 a los mejores suplementos para niños[8]
- Premio Stevie de Oro 2018 a la empresa del año[9]
- Premio Stevie de Oro 2018 a la mujer empresaria del año[10]
- Premio Mom's Choice 2019[11]
- 2019 Puesto nº 140 en la lista Inc. Lista 5000 de las empresas privadas de más rápido crecimiento en Estados Unidos[12]
- 2020 Inc. (revista) Lista 5000 de las empresas privadas de más rápido crecimiento en Estados Unidos[13]
- 2020 Puesto nº 35 en Financial Times Las empresas de más rápido crecimiento de América[14]
- Premio a la Excelencia Ecológica 2020 en la categoría de Vitaminas y Suplementos Masticables para Niños[15]
- 2021 Inc. Lista 5000 de las empresas privadas de mayor crecimiento en Estados Unidos[16]
- 2022 Inc. Lista 5000 de las empresas privadas de mayor crecimiento en Estados Unidos[17]
- 2023 en la lista Inc. Lista 5000 de las empresas privadas de mayor crecimiento en Estados Unidos[18]